# Miss Grand Loei
Miss Grand Loei (en tailandés: มิสแกรนด์เลย) es un concurso de belleza provincial para mujeres solteras en la provincia de Loei, Tailandia. La competencia se realizó anualmente desde 2016. Sin embargo, en 2016-2017 y 2019 el concurso se realizó en el mismo escenario con otras provincias, 2020 es la segunda edición en la que el concurso se realizó por separado después de la primera en 2018. 
La ganadora de Miss Grand Loei representará a la provincia de Loei en Miss Grand Tailandia y trabajará como embajadora de la provincia durante un año. Si no puede, uno de los finalistas tomará su lugar y continuará con sus deberes. Después de ganar el título de Miss Grand Loei, la ganadora no puede competir en ningún concurso de belleza en ningún nivel hasta que corona a su sucesor en el próximo año, excepto que la organización de Miss Grand Tailandia da permiso.
Los representantes de Loei nunca ganaron Miss Grand Tailandia, la mejor posición es la finalista Top 10 en 2019 por Jiraporn Pumipat.

## Historia
Dado que Miss Grand Tailandia se estableció en 2013 para seleccionar a los representantes de Tailandia para Miss Grand Internacional, todo el proceso de selección se realizó solo en Bangkok, la capital del país. Para ganar más popularidad en otras regiones, Nawat Itsaragrisil, el presidente de la organización, vendió la franquicia a organizadores locales del concurso en 77 provincias de Tailandia en 2016.
En la provincia de Loei, el primer director provincial fue Amnat Chaiyabutr (อำนาจ ไชยบุศย์), el organizador del evento con sede en la provincia de Udon Thani. Compró la franquicia de Miss Grand Tailandia en 5 provincias, incluidas Loei, Khon Kaen, Nongbua Lamphu, Udon Thani y Sakon Nakhon. El concurso se llevó a cabo el 30 de abril de 2016, bajo el nombre de Miss Grand 5 Provincias del noreste superior 2016 (en tailandés: มิสแกรนด์ 5 จังหวัดอีสานเหนือ 2016) y Pimyada Posasim fue coronada como la primera Miss Grand Loei.
- 2017: el concurso se celebró junto con la Miss Grand Udon Thani 2017.[6]
- 2019: el concurso se celebró junto con la Miss Grand Nongbua Lamphu 2019 and Miss Grand Phetchabun 2019.

Desde 2019 hasta ahora (2020), la licencia de Miss Grand Loei pertenece a Pidossada Songklod, representante artístico de Bangkok.

## Ganadoras del certamen
| Año  | Ganadora            | Origen      | Edad | Altura | Lugar del evento                                                               | Participantes | Fecha                 | Ref.        |
| ---- | ------------------- | ----------- | ---- | ------ | ------------------------------------------------------------------------------ | ------------- | --------------------- | ----------- |
| 2020 | Natnicha Rumching   | Surat Thani | 20   | 1,70 m | Área de actividad del Ayuntamiento de la provincia de Loei, Amphoe Muang, Loei | 12            | 02 de febrero de 2020 |             |
| 2019 | Jiraporn Pumipat    | Loei        | 21   | 1,73 m | AU Place Hotel Loei, Tambon Nai-Muang, Amphoe Muang, Loei                      | 13            | 31 de marzo de 2019   |             |
| 2018 | Yupaluk lakul       | Loei        | 22   | 1,74 m | Chiangkhan River Mountain Resort, Amphoe Chiangkhan, Loei                      | 12            | 30 de marzo de 2018   | [ 7 ] [ 8 ] |
| 2017 | Wanatchaporn Inphet |             | 21   | 1,74 m | Boonthavorn Udonthani, Tambon Ban Lueam, Amphoe Muang, Udonthani               | 16            | 07 de mayo de 2017    | [ 9 ]       |
| 2016 | Pimyada Posasim     | Bangkok     | 25   | 1,80 m | Napalai Hotel Udonthani, Tambon Mark Kaeng, Amphoe Muang, Udonthani            | 20            | 30 de abril de 2016   | [ 2 ]       |

## Competencia nacional
Clave de color;
- Ganadora
- Finalista
- Semifinalista
- Cuartofinalista

| Año  | Miss Grand Loei     | Miss Grand Loei  | Posición                | Premios especiales | Ref.         |
| Año  | Nombre inglés       | Nombre tailandés | Posición                | Premios especiales | Ref.         |
| ---- | ------------------- | ---------------- | ----------------------- | ------------------ | ------------ |
| 2020 | Natnicha Rumching   | ณัฐณิชา รุมชิง       |                         |                    |              |
| 2019 | Jiraporn Pumipat    | จิฬาภรณ์ ภูมิพัฒน์     | Semifinalistas (Top 10) | Miss Popular Vote  | [ 4 ] [ 10 ] |
| 2018 | Yupaluk lakul       | ยุพลักษณ์ ลากุล      | —                       | —                  |              |
| 2017 | Wanatchaporn Inphet | วนัชพร อินทร์เพ็ชร์   | —                       | —                  |              |
| 2016 | Pimyada Posasim     | พิมพ์ญาดา โพธิ์สาสิม  | —                       | —                  |              |

## Director provincial
- 2016: Amnat Chaiyabutr (อำนาจ ไชยบุศย์) — B.P. Modeling & Organizer[2]
- 2017: Yuranun Juntaya (ยุรนันท์ จันทยา) — ABP Wedding & Organizer
- 2018: Jindarat Tawintermsup (จินดารัตน์ ถวิลเติมทรัพย์) codirector con Pidossada Songklod (ปิฏษฎา ทรงกลด)[1]
- 2019: Pidossada Songklod (ปิฏษฎา ทรงกลด)
- 2020: Supachai Rodklang (ศุภชัย รอดกลาง) codirector con Pidossada Songklod (ปิฏษฎา ทรงกลด)